# Воронін Віталій Олегович
Віта́лій Оле́гович (Олександрович) Воро́нін (2000-2023) — український військовослужбовець, учасник російсько-української війни, кавалер ордена «За мужність» III ступеня.

## З життєпису
Народився 2000 року в селі В'язове Конотопського району Сумської області. Закінчив В’язівський НВК, продовжив навчання в Конотопському Державному професійно-технічному навчальному закладі «Конотопське вище професійне училище» №4. 
Призваний до лав Збройних Сил України, служив у 28-й  бригаді.
Загинув 10 січня 2023 року при виконанні бойового завдання у Бахмутському районі Донецької області.
Похований в  селі В’язове Конотопського району.

## Нагороди
- Орден «За мужність» III ступеня.[1]